# Pierre Lefebvre-Dufresne
Pour les articles homonymes, voir Lefebvre.
Pierre Lefebvre-Dufresne est un homme politique français. Il est maire de Caen du 18 août 1830 au 5 janvier 1834.

## Biographie
Pierre Lefebvre-Dufresne est né le 12 aout 1770 à La Rochelle et baptisé le 13, en l'Église Saint-Barthélémy. Descendant des Lefebvre de Longeville, noblesse du Pas-de-Calais, son aïeul arrivé à la Rochelle vers 1724 y devient armateur et est également propriétaire à Saint-Domingue. Son père Claude joseph est conseiller du Roi, trésorier de France et général des finances au bureau des finances de la généralité de La Rochelle.
Il entre dans l'armée en 1793 comme aide de camp du général Boulard. Il participe aux campagnes de 1794 et 1795 en Espagne. Il revient en France après la fin du siège de Roses en 1795 ; il est alors nommé commissaire des guerres à Nîmes. Il arrive à Caen en 1798 après avoir été muté. Mais son séjour ne dure que deux ans puisqu'il est ensuite nommé à Besançon. Il revient à Caen avant d'être enrôlé dans la grande Armée. Puis, en 1808, il se fixe définitivement à Caen en tant que sous-inspecteur de l'inspection aux revues (3° cl.). Le 29 octobre 1809 il est nommé sous-intendant, placé en demi-solde en 1817, il est admis à la retraite le 9 mars 1823.
Il devient maire de Caen après la révolution de juillet le 18 août 1830, pressé par ses amis. Il devient ensuite membre du conseil général. Il tombe gravement malade à l'été 1833 et doit confier la direction par intérim de la ville à son premier adjoint Auguste Donnet. Néanmoins, il continue d'être membre du conseil général où il est réélu en 1836.
Il décède dans son château de Garcelles-Secqueville le 19 décembre 1839.